# Greifenhagen
Greifenhagen is een plaats en voormalige gemeente in de Duitse deelstaat Saksen-Anhalt, en maakt deel uit van de Landkreis Mansfeld-Südharz.
Greifenhagen telt 271 inwoners.